# Porta Borsari

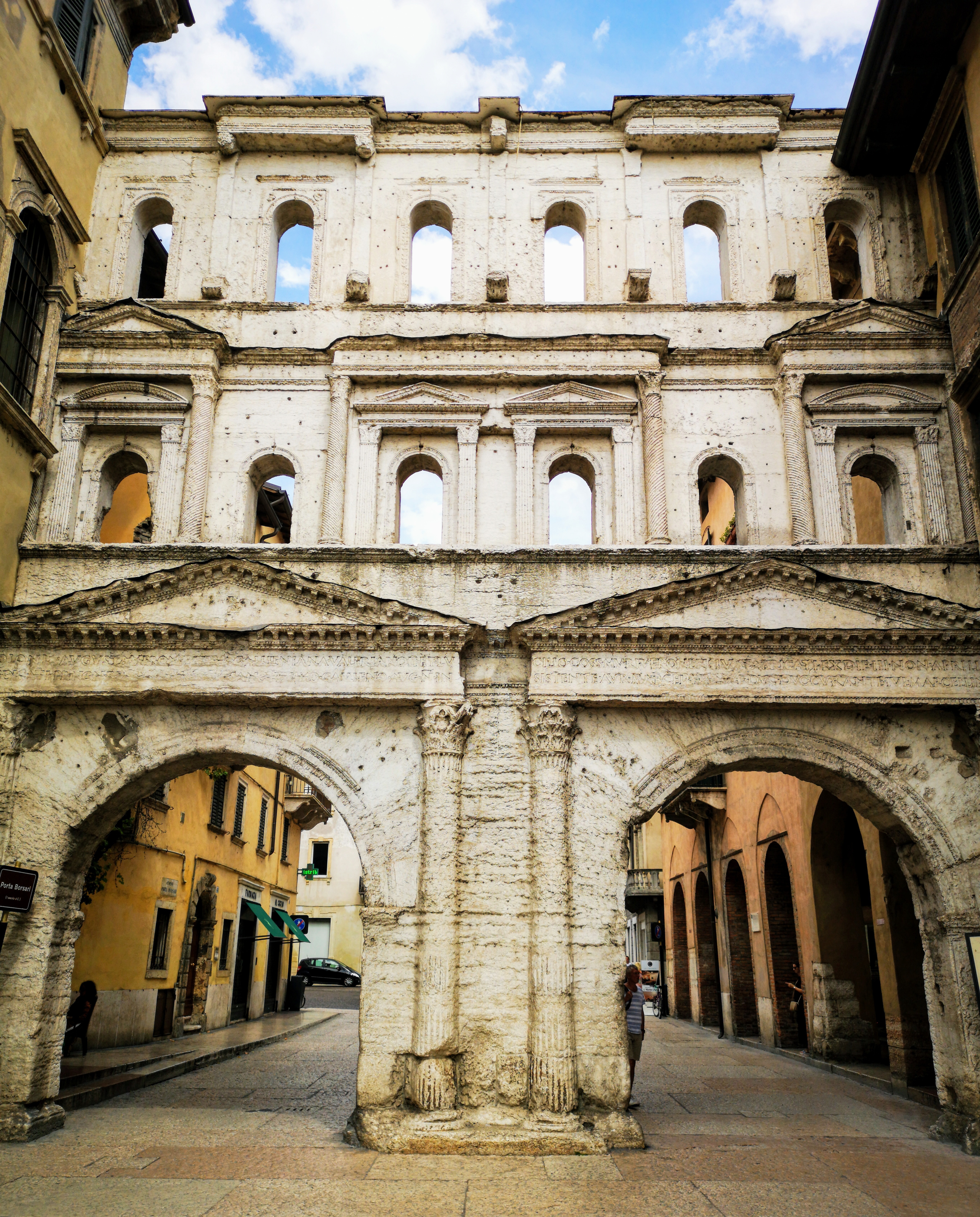
Porta Borsari in Verona

De Porta Borsari is een Romeinse stadspoort in de Italiaanse stad Verona. De huidige poort is in de 1e eeuw n.Chr. gebouwd, en is in feite alleen de façade van de inmiddels verdwenen bakstenen stadspoort.

## Naamgeving
Uit een teruggevonden inscriptie blijkt dat de poort in de Romeinse tijd de Porta Iovia werd genoemd, vanwege de tempel van Jupiter die hier in de buurt stond. De huidige naam is pas in de middeleeuwen ontstaan, toen de poort werd gebruikt als kantoor van de 'bursarii', beambten die belastingen incasseerden.

## Geschiedenis
In de 1e eeuw v.Chr. kreeg Verona een stadsmuur, en op het punt waar de Via Postumia de stad binnen kwam, verrees een stadspoort. Dit betrof een rechthoekig gebouw met een binnenplaats. In het midden van de 1e eeuw n.Chr. werd deze poort van een nieuwe façade voorzien, uitgevoerd in witte kalksteen. Deze façade werd direct tegen de bakstenen stadspoort aan geplaatst.
Op een van de architraven is een inscriptie zichtbaar van keizer Gallienus, ter herinnering aan de herstelwerkzaamheden die hij in 265 n.Chr. liet uitvoeren aan de stadsmuren van Verona.
In latere eeuwen is de oorspronkelijke bakstenen poort verdwenen, maar de witte façade is behouden gebleven.